# Чулен, Марек
Марек Чулен (словац. Marek Čulen; 8 марта 1887, дер. Бродске, Австро-Венгрия (ныне район Скалица Трнавского края, Словакии) — 1957) — словацкий политический и государственный деятель, активный участник антифашистского движения сопротивления в годы Второй мировой войны, заместитель словацкого национального Совета.

## Биография
Словак. Родился в бедной крестьянской семье. До Первой мировой войны жил в Америке, батрачил, работал шахтёром. В 1906 году в Чикаго был членом рабочего профсоюза.
Известный словацкий революционер. Известен как руководитель бедных крестьян в Словакии.
В 1921 — один из лидеров отделения Чехословацкой социал-демократической партии в г. Ружомберок. Представитель Словакии в марксистском крыле социал-демократии («Марксистская левая Словакии и Закарпатской Украины») и один из членов-учредителей Коммунистической партии в 1921 году, последовательно отстаивал интересы крестьян, руководил забастовкой в борьбе за права бедных крестьян. В 1922—1923 — региональный секретарь компартии в Братиславе. В 1925 году на парламентских выборах стал депутатом Национальной ассамблеи от Коммунистической партии Чехословакии. В 1929 году перешёл в антисталинистский откол — Коммунистическая партия Чехословакии (ленинцы), — но в 1932 году вернулся в основную компартию.
Был в числе учредителей Коммунистической партии Словакии и Подкарпатской Руси (1939). На учредительном съезде Коммунистической партии избран заместителем председателя ЦК компартии.
В 1935—1938 — организатор движения по защите Словацкой республики против фашизма. В 1939 году был арестован и заключён в тюрьму, но под давлением демонстрирующих крестьян его освободили. После освобождения он бежал в СССР.
Один из организаторов в 1941 Всеславянского комитета.
Во время Второй мировой войны работал в иностранной бюро Коммунистической партии в Москве. В сентябре 1944 года по личному указанию Сталина Марек Чулен, вместе с другими руководителями компартии Чехословакии (Рудольф Сланский, Ян Шверма), вернулся в Словакию, где стал заместителем словацкого национального Совета. Участник Словацкого национального восстания.
После освобождения страны от немецко-фашистских оккупантов в марте 1945 был кооптирован в ЦК Коммунистической партии Словакии. С февраля 1948 по 1952 год — председатель Крестьянского союза Словакии.
В 1950—1955 — член Бюро ЦК КП Словакии. На IX съезд партии избран членом Центрального Комитета Коммунистической партии Чехословакии.
Из-за разногласий с К. Готвальдом, был исключён из партии. После самокритики восстановлен в КПЧ.
В последние годы жизни руководил колхозом.
Умер в декабре 1957 после тяжёлой и продолжительной болезни.

## Награды
- 2 ордена Республики (1955; 1957)
- орден Отечественной войны I степени (27.08.1969, посмертно)[2]